# March Engineering

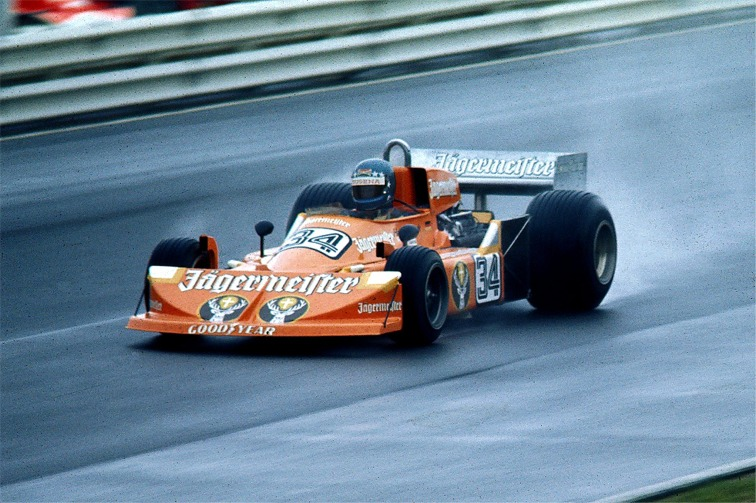
Hans-Joachim Stuck in een March op de Nürburgring, 1976

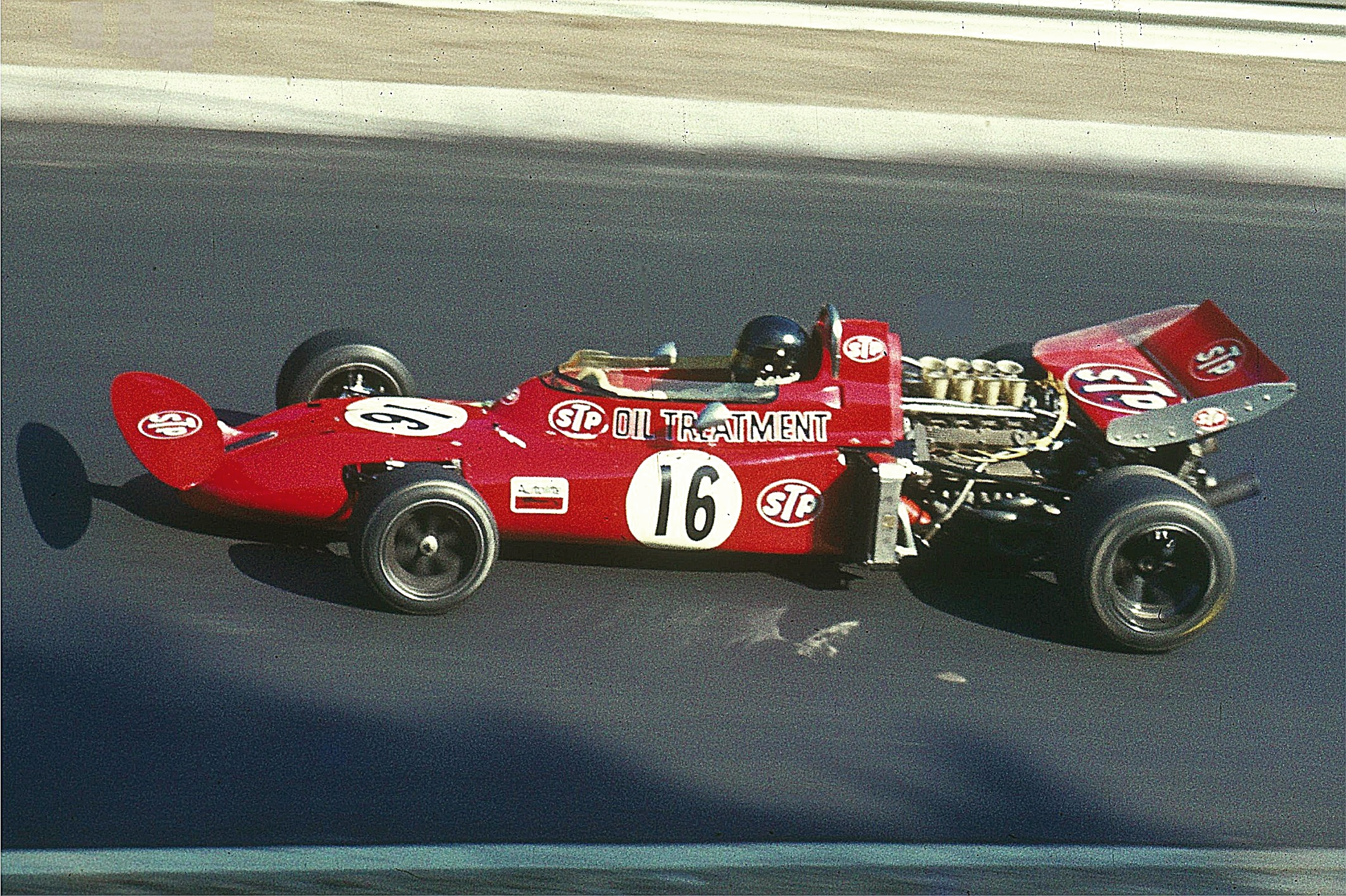
Andrea de Adamich in de March-Alfa Romeo 711.

March Engineering was een constructeur van race-auto's in het Verenigd Koninkrijk.
Het bedrijf werd in 1969 opgericht door Max Mosley, Alan Rees, Graham Coaker en Robin Herd. March bouwde auto's voor verschillende klassen, en was het meest succesvol in Formule 2, Formule 3 en Indy cars.
In 1970 werd een Formule 1-wagen geleverd aan Tyrrell, die zou worden bestuurd door Jackie Stewart. Niki Lauda debuteerde in de Formule 1 door zich in 1971 met geleend geld in te kopen bij het team van March.
In de seizoenen 1990 en 1991 ging het team door onder de naam Leyton House, genoemd naar een Japans onroerendgoedbedrijf. In 1992 kwam het team weer terug onder de naam March Racing, met onder anderen Jan Lammers als rijder. Voor het seizoen 1993 begon waren de financiën op en werd het team opgeheven.